# Urville-Nacqueville
Urville-Nacqueville település Franciaországban, Manche megyében. Lakosainak száma 2067 fő (2018. január 1.). Urville-Nacqueville Gréville-Hague, Branville-Hague, Sainte-Croix-Hague, Cherbourg-en-Cotentin és Querqueville községekkel határos.

## Népesség
A település népessége az elmúlt években az alábbi módon változott:
| Lakosok száma | 2154 | 2168 | 2172 | 2067 |
|               | 2013 | 2015 | 2017 | 2018 |